# Joe Caldwell
Joseph Louis Caldwell, detto Joe (Texas City, 1º novembre 1941), è un ex cestista statunitense, professionista nella NBA e nella ABA.

## Biografia
È nonno di Marvin Bagley, a sua volta giocatore professionista nella NBA.

## Carriera
Venne selezionato dai Detroit Pistons al primo giro del Draft NBA 1964 (2ª scelta assoluta).
Il 16 dicembre 1972 con la maglia dei Carolina Cougars mette a segno una tripla doppia da 23 punti, 10 rimbalzi e 10 palle rubate, l'unica tripla doppia nella storia ABA con le palle rubate.
Con gli Stati Uniti ha disputato i Giochi olimpici di Tokyo 1964.

## Statistiche
| * | Primo nella lega |

### NBA e ABA

#### Regular Season
| Anno            | Squadra                    | PG  | PT | MP   | TC%  | 3P%  | TL%  | RP  | AP  | PRP | SP  | PP   |
| --------------- | -------------------------- | --- | -- | ---- | ---- | ---- | ---- | --- | --- | --- | --- | ---- |
| 1964-1965       | Detroit Pistons            | 66  | -  | 23,4 | 37,4 | -    | 61,4 | 6,7 | 1,8 | -   | -   | 10,7 |
| 1965-1966       | Detroit Pistons            | 33  | -  | 21,7 | 42,3 | -    | 68,2 | 5,8 | 2,0 | -   | -   | 10,5 |
| 1965-1966       | St. Louis Hawks            | 46  | -  | 24,8 | 44,7 | -    | 71,7 | 5,3 | 1,3 | -   | -   | 14,2 |
| 1966-1967       | St. Louis Hawks            | 81* | -  | 27,9 | 42,6 | -    | 64,9 | 5,5 | 2,0 | -   | -   | 13,8 |
| 1967-1968       | St. Louis Hawks            | 79  | -  | 33,4 | 46,3 | -    | 56,9 | 4,3 | 3,0 | -   | -   | 16,4 |
| 1968-1969       | Atlanta Hawks              | 81  | -  | 33,6 | 50,7 | -    | 53,7 | 3,7 | 4,0 | -   | -   | 15,8 |
| 1969-1970       | Atlanta Hawks (NBA)        | 82* | -  | 34,8 | 50,7 | -    | 68,8 | 5,0 | 3,5 | -   | -   | 21,1 |
| 1970-1971       | Carolina Cougars (ABA)     | 72  | -  | 41,8 | 44,8 | 20,0 | 55,8 | 6,8 | 4,2 | -   | -   | 23,3 |
| 1971-1972       | Carolina Cougars           | 61  | -  | 35,2 | 47,1 | 25,0 | 50,0 | 5,6 | 4,2 | -   | -   | 16,9 |
| 1972-1973       | Carolina Cougars           | 77  | -  | 35,6 | 49,6 | 16,7 | 42,5 | 5,1 | 4,6 | 2,2 | -   | 16,7 |
| 1973-1974       | Carolina Cougars (ABA)     | 79  | -  | 33,6 | 48,9 | 17,6 | 49,6 | 5,2 | 4,4 | 2,2 | 0,4 | 14,4 |
| 1974-1975       | Spirits of St. Louis (ABA) | 25  | -  | 33,6 | 49,4 | 42,9 | 44,8 | 4,4 | 5,1 | 2,0 | 0,4 | 14,6 |
| Carriera NBA    | Carriera NBA               | 468 | -  | 29,6 | 45,9 | -    | 63,4 | 5,1 | 2,7 | -   | -   | 15,2 |
| Carriera ABA    | Carriera ABA               | 314 | -  | 36,3 | 47,5 | 22,5 | 49,7 | 5,6 | 4,4 | 2,1 | 0,4 | 17,5 |
| Carriera Totale | Carriera Totale            | 782 | -  | 32,3 | 46,6 | 22,5 | 57,2 | 5,3 | 3,4 | 2,1 | 0,4 | 16,1 |

#### Massimi in carriera
Regular Season
- Massimo di punti in NBA: 45 vs Philadelphia 76ers (17 marzo 1970)
- Massimo di punti in ABA: 56 vs Kentucky Colonels (5 febbraio 1971)
- Massimo di rimbalzi in NBA: 18 vs Philadelphia 76ers (22 gennaio 1965)
- Massimo di rimbalzi in ABA: 15 vs Denver Rockets (10 gennaio 1971)
- Massimo di assist in NBA: 11 vs Milwaukee Bucks (19 ottobre 1968)
- Massimo di assist in ABA: 13 (2 volte)
- Massimo di palle rubate in ABA: 10 vs San Diego Conquistadors (16 dicembre 1972)*
- Massimo di stoppate in ABA: 1 (2 volte)*

(* tenendo conto dei dati ABA al momento disponibili e che le statistiche di queste categorie vennero registrate sistematicamente solo dalla stagione ABA 1973-1974)

#### Playoffs
| Anno            | Squadra                | PG | PT | MP   | TC%  | 3P%  | TL%  | RP  | AP  | PRP | SP  | PP   |
| --------------- | ---------------------- | -- | -- | ---- | ---- | ---- | ---- | --- | --- | --- | --- | ---- |
| 1966            | St. Louis Hawks        | 10 | -  | 31,5 | 46,2 | -    | 63,3 | 5,5 | 1,6 | -   | -   | 18,7 |
| 1967            | St. Louis Hawks        | 9  | -  | 24,1 | 40,0 | -    | 66,7 | 4,3 | 1,4 | -   | -   | 12,2 |
| 1968            | St. Louis Hawks        | 6  | -  | 24,7 | 32,6 | -    | 13,3 | 3,5 | 2,5 | -   | -   | 5,3  |
| 1969            | Atlanta Hawks          | 11 | -  | 36,7 | 48,5 | -    | 46,4 | 5,0 | 3,4 | -   | -   | 14,7 |
| 1970            | Atlanta Hawks (NBA)    | 9  | -  | 43,7 | 47,0 | -    | 65,0 | 5,0 | 4,2 | -   | -   | 25,0 |
| 1973            | Carolina Cougars (ABA) | 12 | -  | 38,9 | 49,1 | 37,5 | 48,0 | 5,7 | 3,3 | -   | -   | 15,6 |
| 1974            | Carolina Cougars       | 4  | -  | 26,3 | 47,1 | 0,0  | 50,0 | 6,8 | 3,3 | 2,0 | 0,0 | 9,5  |
| Carriera NBA    | Carriera NBA           | 45 | -  | 32,8 | 44,9 | -    | 56,0 | 4,8 | 2,6 | -   | -   | 15,9 |
| Carriera ABA    | Carriera ABA           | 16 | -  | 35,8 | 48,7 | 30,0 | 48,4 | 5,9 | 3,3 | 2,0 | 0,0 | 14,1 |
| Carriera Totale | Carriera Totale        | 61 | -  | 33,6 | 45,8 | 30,0 | 54,4 | 5,1 | 2,8 | 2,0 | 0,0 | 15,4 |

#### Massimi in carriera
Playoffs
- Massimo di punti in NBA: 39 vs Chicago Bulls (25 marzo 1970)
- Massimo di punti in ABA: 23 vs Kentucky Colonels (14 aprile 1973)
- Massimo di rimbalzi in NBA: 10 (3 volte)
- Massimo di rimbalzi in ABA: 13 vs Kentucky Colonels (5 aprile 1974)
- Massimo di assist in NBA: 8 vs San Diego Rockets (29 marzo 1969)
- Massimo di assist in ABA: 7 vs Kentucky Colonels (16 aprile 1973)

## Palmarès
- NBA All-Rookie First Team (1965)
- NBA All-Defensive Team: 1

Second Team: 1970
- NBA All-Star Game: 2

1969, 1970
- All-ABA Team: 1

Second Team: 1971
- ABA All-Defensive Team: 1

1973
- ABA All-Star Game: 2

1971, 1973
- Decimo miglior giocatore per palle rubate di sempre ABA
- Settimo migliore giocatore di sempre per palle rubate a partita ABA in regular season (2,1 palle rubate a partita)
- Quarantanovesimo miglior marcatore di sempre ABA
- Ventiseiesimo per numero di assist di sempre ABA